# František Xaver Šalda

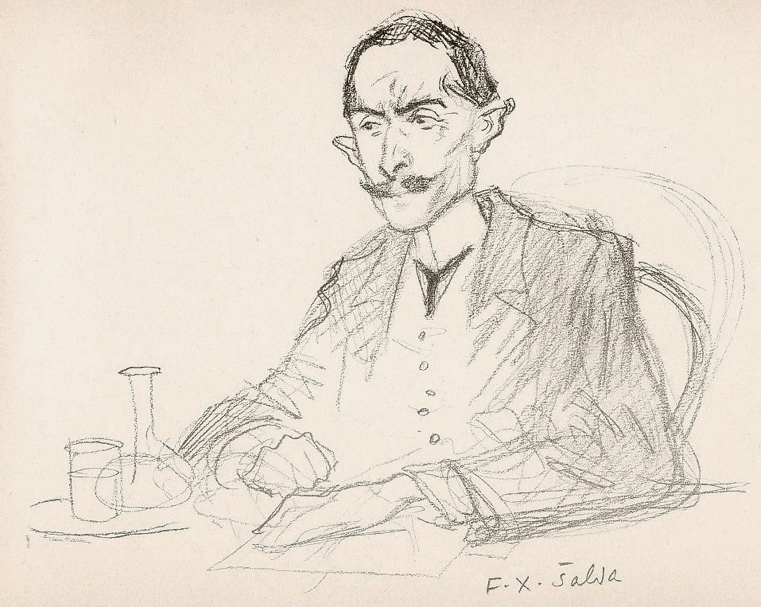
František Xaver Šalda,
Karikatur: Hugo Boettinger (1934)

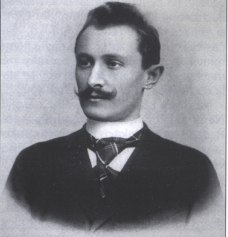
Porträt von Šalda

František Xaver Šalda (* 22. Dezember 1867 in Reichenberg, Österreich-Ungarn; † 4. April 1937 in Prag) war tschechischer Literaturkritiker, Literaturwissenschaftler, Journalist, Dichter und Schriftsteller.

## Leben
Šalda, der Sohn eines Postbeamten, begann nach dem Besuch des Gymnasiums in Prag 1886 mit dem Studium des Rechts, das er jedoch nicht beendete. Im Jahr 1906 promovierte er jedoch an der Philosophischen Fakultät über kunsthistorische Fragen (unter Berücksichtigung seiner zuvor veröffentlichten literatur- und kunstkritischen Texte).
Er habilitierte sich und arbeitete ab 1919 als Professor für romanische Literaturen an der Philosophischen Fakultät der Karls-Universität in Prag. Er war zunächst als Journalist und Literaturkritiker tätig. 1899 erkrankte er schwer an der Nervenkrankheit Myelitis traversa, verlor seine feste Anstellung und widmete sich gänzlich der Literatur. Seit 1899 schränkte auch eine teilweise Lähmung des Körpers seine Bewegungsfreiheit ein. Er lebte daher allein und ging, abgesehen von seiner Liebesbeziehung zu Růžena Svobodová, keine näheren Beziehungen ein.
1933 gründete er das sog. Šalda-Komitee (oder 'Šalďák' auf Tschechisch) zur Unterstützung von Flüchtlingen aus Deutschland.
Er starb unverheiratet und kinderlos. In seinem Testament setzte er das Jedlička-Institut für Kinder mit körperlichen Behinderungen als Generalerbe ein. Er ist auf dem Hostivařské Friedhof begraben.

## Werke
Šalda, Mitverfasser des Manifestes Česká moderna, wurde als eine führende Persönlichkeit der 1890er Jahre betrachtet. Sein erstes Werk erschien bereits 1885 in der Zeitschrift Lumír. Von 1894 bis 1908 schrieb er Literaturbeiträge und Artikel über internationale Malerei für Ottův slovník naučný. Daneben verfasste er zahlreiche Artikel für verschiedene Zeitschriften, in denen er sich mit Fragen und Problemen der bildenden Kunst, Literatur und Politik auseinandersetzte. 1925 publizierte er die kritische Kulturzeitschrift Tvorba, die nach seinem Tod Julius Fučík fortführte. Von 1928 bis 1937 publizierte er daneben Šaldův zápisník (soviel wie Šaldas Notizheft), in dem er Kunstkritik übte. Daneben übersetzte er Werke von Philippe Augustin Hennequin und John Ruskin.
Seine literarischen Werke sind von Positivismus beeinflusst. Er gehörte damit zu den bedeutendsten Kunstkritikern in den 20er und 30er Jahren. Mit seinen Werken unterstützte er vor allem junge Künstler. Er forderte, dass sich die Kunst aus dem Leben ableitet und frei vom ideologischen Gedanken bleibt. Von der Literaturgeschichte wird er inzwischen als der Begründer der modernen tschechischen Kulturkritik betrachtet.

## Ehrungen
Nach Šalda sind das F. X. Šalda-Theater sowie das zweisprachige Gymnasium F. X. Šaldy in seiner Geburtsstadt Liberec benannt.

## Deutsche Veröffentlichungen
- Erinnerungen und Gedanken Kaspar Lamberks Obristen in Ruhestand aber an noch tätigen Soldaten Gottes. Zum 60. Geburtstag F. X. Šaldas am 22. Dez. 1927 im Auftrag des Übersetzers als Handschrift neu gedruckt. Übersetzt von A. St. Mágr. s. n., s. l. 1927.